# Blečji Vrh
Blečji Vrh (Duits: Feldsberg) is een plaats in Slovenië en maakt deel uit van de gemeente Grosuplje in de NUTS-3-regio Osrednjeslovenska. De plaats telde 61 inwoners op 1 januari 2020.